# Niccolò Gaddi
Niccolò Gaddi (ur. w 1499 we Florencji, zm. 16 stycznia 1552 tamże) – włoski kardynał.

## Życiorys
Urodził się w 1499 roku we Florencji, jako syn Taddea Gaddiego i Antonii Altoviti. W młodości został klerykiem Kamery Apostolskiej. 16 października 1521 roku został wybrany biskupem Fermo, jednak nigdy nie przyjął sakry. 3 maja 1527 roku został kreowany kardynałem diakonem i otrzymał diakonię San Teodoro. W czasie złupienia Rzymu został wzięty do niewoli wraz z Klemensem VII. W latach 1528–1535 pełnił funkcję administratora apostolskiego Cosenzy, a w okresie 1533–1545 – Sarlat-la-Canéda. Około 1544 roku zrezygnował z zarządzania diecezją Fermo. 20 listopada 1551 roku został podniesiony do rangi kardynała prezbitera, a dotychczasowa diakonia Santa Maria in Via Lata została podniesiona do rangi kościoła tytularnego na zasadzie pro hac vice. Zmarł 16 stycznia 1552 roku we Florencji.